# C/1819 N1
C/1819 N1 est la grande comète de 1819, c'est une comète parabolique du Système solaire qui est passée à 0,6 UA de la Terre.
Elle a été visible a l'œil nu, magnitude -2.